# 박지숙
박지숙은 대한민국의 드라마 작가이다. 

## 극본

### 드라마
- 2004년  KBS2 드라마시티 《제주도 푸른 밤》 (집필)
- 2005년  KBS2 드라마시티 《오!사라》 (집필)
- 2006년  KBS2 드라마시티 《연애》 (집필)
- 2006년  MBC 베스트극장 《후(後)》 (집필)
- 2006년 KBS2 드라마시티 《반짝반짝빛나는》(집필)
- 2006년  KBS2 수목 4부작 단막드라마 《도망자 이두용》 (집필)
- 2008년  KBS1 단막극 《KBS HDTV 문학관 - 봄, 봄봄》 (집필)
- 2008년  KBS2 아침 드라마 《난 네게 반했어》 (집필)
- 2009년  KBS1 저녁 일일연속극 《집으로 가는 길》 (공동집필)
- 2010년  MBC 수목미니시리즈 《히어로》 (집필)
- 2011년  KBS2 드라마스페셜 연작시리즈 《특별수사대 MSS》 (집필)
- 2011년  KBS1 단막극 《KBS HDTV 문학관 - 사랑방 손님과 어머니》 (집필)
- 2012년  KBS2 드라마스페셜 연작시리즈 《강철본색》 (집필)
- 2014년  MBC 수목미니시리즈 《내 생애 봄날》 (집필)
- 2021년  TV조선 토일미니시리즈 《엉클》 (집필)
- 2024년 JTBC 토일드라마 《옥씨부인전》(집필)